# تائه في لندن (فلم)
تائه في لندن (بالإنجليزية: Lost in London) هو فيلم كوميدي أمريكي تم إصداره عام 2017 من تأليف و إخراج وودي هارلسون. بطولة وودي هاريلسون وأوين يلسون.[بحاجة لمصدر]

## ملخص قصة
في خضم الليل وعلى مدار ليلة واحدة عصيبة، يجد وودي هارلسون الذي يظهر في الفيلم بشخصيته الحقيقية- نفسه يخوض مغامرة كبيرة في (لندن) حتى تقذف به الرياح إلى داخل السجن.

## الممثلون
| الممثل         | الدور/الوظيفة |
| -------------- | ------------- |
| وودي هاريلسون  | وودي هاريلسون |
| أوين ويلسون    | أوين ويلسون   |
| ويلي نيلسون    | ويلي نيلسون   |
| ديفيد أفيري    |               |
| زرينكا سفيتيسك | سوين          |
| مارتن ماكان    |               |
| أمير المصري    |               |
| بيتر فرديناندو |               |

## روابط خارجية
- مقالات تستعمل روابط فنية بلا صلة مع ويكي بيانات